# Кружлов
Кружлов (словац. Kružlov) — село и одноимённая община в районе Бардеёв Прешовского края Словакии.

## История
Впервые упоминается в 1460 году.
В середине XVIII века.часть русинского населения переселилось в Воеводину.
В селе есть греко-католическая церковь Покрова Пресв. Богородицы с 1822 года.

## Население
| Год:                | 1994 | 2004    | 2014    | 2024    |
| ------------------- | ---- | ------- | ------- | ------- |
| Количество человек: | 1011 | 1006    | 1041    | 981     |
| Разница:            |      | −0,49 % | +3,47 % | −5,76 % |

В селе проживает 994 человека.
Национальный состав населения (по данным последней переписи населения 2001 года):
- словаки — 93,89%
- русины — 3,36%
- украинцы — 1,02%
- цыгане — 0,81%
- чехи — 0,10%

Состав населения по принадлежности к религии состоянию на 2001 год:
- греко-католики — 67,82%,
- римо-католики — 27,29%,
- протестанты — 1,73%,
- православные — 1,63%,
- не считают себя верующими или не принадлежат к одной вышеупомянутой церкви — 1,33%